# Ống kính Canon EF 200mm
Ống kính EF 200mm USM là họ ống kính tele một tiêu cự dòng L sản xuất bởi Canon cho hệ máy ảnh EOS. Họ ống kính gồm 4 phiên bản: 1 ống f/1.8, 1 ống f/2.0, 2 ống f/2.8.
Phiên bản đầu tiên: 200mm f/1.8L USM được sản xuất từ tháng 11-1988 cho đến 2004. Đã có 8000 ống được sản xuất ra, đánh dấu từ 11.000 cho tới 17.999. Ống có kích thước khá lớn, được sơn màu trắng, với phần đế gắn tripod nằm gần đầu ống. Mặc dù ống được thiết kế chứa USM dạng vòng, tuy nhiên việc focus của máy lại theo kiểu "focus-by-wire", tương tự như mô-tơ STM được sử dụng trên nhiều ống cấp thấp như EF 50mm f/1.8 STM: Việc xoay vòng focus ở chế độ AF hoặc khi tắt máy sẽ không điều chỉnh được vùng ảnh rõ, khi MF thì việc xoay vòng focus thực chất là ra lệnh ngược lại về máy và mạch điện tử trong ống kính để điều khiển nhóm thấu kính tiến lùi (AF điều khiển điện tử), khác so với các ống sử dụng USM dạng vòng truyền thống khác (ví dụ phiên bản đời sau EF 200mm f/2L IS USM). Các ống kính khác (cũng thuộc dòng L) sử dụng USM dạng vòng nhưng điều khiển AF điện tử tương tự bao gồm: 50mm f/1.0L USM, 85mm f/1.2L USM, 85mm f/1.2L II USM, 300mm f/2.8L USM, 400mm f/2.8L USM, 400mm f/2.8L II USM, 500mm f/4.5L USM, 600mm f/4L USM, 1200mm f/5.6L USM. Cho đến nay Canon là hãng duy nhất sản xuất được ống tele với khẩu độ f/1.8 ở tiêu cự 200mm.
Đến năm 2008 thì Canon sản xuất ra phiên bản thay thế: EF 200mm f/2L IS USM, với cơ cấu ổn định hình ảnh đến 5 stop, cùng hình thức sơn trắng như người tiền nhiệm, USM dạng vòng truyền thống với full-time manual thay vì focus-by-wire.
Bên cạnh 2 phiên bản cao cấp nhất, Canon còn sản xuất 2 phiên bản cao cấp nhưng giá rẻ hơn với khẩu độ f/2.8. Phiên bản đầu tiên: EF 200mm f/2.8L USM được sản xuất từ tháng 11-1998, với hood tích hợp. Đến tháng 3-1996 thì Canon dừng sản xuất và thay thế bằng phiên bản thế hệ II: EF 200mm f/2.8L II USM, với hood rời (ET-83B II), cũng sử dụng USM dạng vòng, hỗ trợ canh nét tay toàn phần (full-time manual), không có ổn định hình ảnh, khoảng AF gần nhất là 1,5m. Cùng với EF 70-200mm f/4L USM thì cả hai trở thành bộ đôi ống kính tele cao cấp giá rẻ. So với ống EF 70-200mm f/2.8L USM thì ống này gọn nhẹ hơn, giá rẻ hơn, chất lượng quang học tương đương.
2 phiên bản ống 200mm f/2.8 này là 2 ống với tiêu cự dài nhất mà Canon sản xuất được sơn đen.
Tất cả bốn phiên bản ống này đều tương thích với ống nhân tiêu cự cũng do Canon sản xuất.

## Hệ số crop
Khi sử dụng với các máy có cảm biến APS-C 1,6x hay APS-H 1,3x thì hình ảnh thu được sẽ có góc nhìn tương đương ống kính 320mm hay 260mm lắp trên máy có cảm biến full-frame.

## Thông số kỹ thuật
| Thuộc tính                   | f/1.8L USM             | f/2L IS USM                   | f/2.8L USM           | f/2.8L II USM        |
| ---------------------------- | ---------------------- | ----------------------------- | -------------------- | -------------------- |
| Hình ảnh                     |                        |                               |                      |                      |
| Đặc điểm chính               |                        |                               |                      |                      |
| Tương thích Full-frame       | Có                     | Có                            | Có                   | Có                   |
| Ổn định hình ảnh             | Không                  | Có                            | Không                | Không                |
| USM                          | Có                     | Có                            | Có                   | Có                   |
| Dòng L                       | Có                     | Có                            | Có                   | Có                   |
| Giảm nhiễu xạ quang học      | Không                  | Không                         | Không                | Không                |
| Macro                        | Không                  | Không                         | Không                | Không                |
| Dữ liệu kỹ thuật             |                        |                               |                      |                      |
| Khẩu độ (tối đa - tối thiểu) | f/1.8-f/22             | f/2.0-f/22                    | f/2,8-f/22           | f/2,8-f/22           |
| Cấu trúc thấu kính           | 10 nhóm / 12 thấu kính | 12 nhóm / 17 thấu kính        | 7 nhóm / 9 thấu kính | 7 nhóm / 9 thấu kính |
| Số lá khẩu                   | 8                      | 8                             | 8                    | 8                    |
| Khoảng AF gần nhất           | 2,5m                   | 1,9m                          | 1,5m                 | 1,5m                 |
| Độ phóng đại tối đa          | 0,09x                  | 0,12x                         | 0,16x                | 0,16x                |
| Góc nhìn ngang               | 10°                    | 10°                           | 10°                  | 10°                  |
| Góc nhìn chéo                | 12°                    | 12°                           | 12°                  | 12°                  |
| Góc nhìn dọc                 | 7°                     | 7°                            | 7°                   | 7°                   |
| Dữ liệu vật lý               |                        |                               |                      |                      |
| Khối lượng                   | 6.61 lb / 3000g        | 5.55 lb / 2520g               | 1.74 lb / 790g       | 1.68 lb / 765g       |
| Đường kính tối đa            | 5.11" / 130mm          | 5.03" / 128mm                 | 3.26" / 83mm         | 3.27" / 83,2mm       |
| Chiều dài                    | 208mm                  | 208mm                         | 136,2mm              | 136,2mm              |
| Đường kính kính lọc          | 48mm (thả trong)       | 52mm (thả trong)              | 72mm                 | 72mm                 |
| Phụ kiện                     |                        |                               |                      |                      |
| Hood                         | ET-123                 | ET-120B                       | ET-86, tích hợp      | ET-83BII             |
| Túi đựng                     |                        | Hộp đựng cỡ lớn LENS CASE 200 |                      | Túi nhung LP1222     |
| Vòng gắn tripod              | Tích hợp               | Tích hợp                      | Tripod Ring A (B)    | Tripod Ring A (B)    |
| Thông tin ra mắt             |                        |                               |                      |                      |
| Thời điểm công bố            | Tháng 11-1988          | Tháng 4-2008                  | Tháng 12-1991        | Tháng 3-1996         |
| Đang sản xuất?               | Không                  | Có                            | Không                | Có                   |
| Giá niêm yết $               | 456.000 yên            | $5.699.00                     | 99.800 yen           | $749,99              |